# Once Bitten (Family Guy)
Once Bitten é o décimo quinto episódio da décima terceira temporada da série de televisão norte-americana Family Guy, sendo exibido originalmente na noite de 19 de Abril de 2015 pela Fox Broadcasting Company (FOX) nos Estados Unidos.

## Enredo
Brian se torna mais submisso depois de frequentar a escola de obediência, enquanto Chris percebe que seu novo amigo está usando-o para chegar perto de Meg.

## Audiência
De acordo com o instituto de medição de audiências Nielsen Ratings, o episódio foi visto em sua exibição original por 3,30 milhões de telespectadores, recebendo uma quota de 1,7/5 na demográfica de idades 18-49. O show foi o segundo mais visto da FOX naquela noite, perdendo apenas para The Last Man on Earth, com 3,41 milhões de pessoas.